# Gautieria mexicana
Gautieria mexicana är en svampart som först beskrevs av Eduard Fischer, och fick sitt nu gällande namn av Zeller & C.W. Dodge 1934. Gautieria mexicana ingår i släktet Gautieria och familjen Gomphaceae.   Inga underarter finns listade i Catalogue of Life.